# Atolmis unifascia
Atolmis unifascia är en fjärilsart som beskrevs av George Francis Hampson 1901. Atolmis unifascia ingår i släktet Atolmis och familjen björnspinnare. Inga underarter finns listade i Catalogue of Life.